# حوقل
حَوْقَل (الاسم العلمي mastacembelus)، جنس أسماك نهرية من شائكات الزعانف. أنواعها المعروفة 61. اعطانها أنهر الهند والصين وماليزيا (15 نوع) وأفريقيا (45 نوع). أجسامها صغيرة القد أو معتدلة، مستغربة الشكل المستطيل الأعوج الخط. رؤوسها اسفيلية صغيرة تنتهي بمخاطم مدببة. عيونها صغيرة ماسحة. زعانفها الظهرية قاطبة، القسم الخلفي غضروفي المادة يقابل الشرجية. الذيلية صغيرة مقطومة. أثوابها عادمة الرونق يكثر فيها الخضار الألمس القاتم والخضار الأربد الباهت والسمرة الحديدية. لحومها متوسطة الصنة مأكولة.